# Eximprod
Eximprod este un grup de companii cu capital romanesc, caracterizat prin stabilitate, flexibilitate si seriozitate care oferă un portofoliu complex de echipamente, soluții și servicii dedicate domeniului energetic. De asemenea mai activeaza in alte industrii: imobiliare, servicii support si productia si distributia vinului.
Recunoscut pentru spiritul său inovator, Grupul de companii Eximprod investește constant în noi capacități de producție și dezvoltare de noi produse, servicii si solutii. 
Eximprod a inceput cu o companie – Eximprod Grup -  fondată în 1994 care s-a dezvoltat datorită unei viziuni clare si a dorinței de a crea produse si solutii inovatoare. In prezent este un grup de companii sustinute de o echipa entuziasta si devotata cu mai mult de 400 de angajati.
Cultura Eximprod este orientată spre înțelegerea problemelor clienților, acordând atenție calității produselor si serviciilor în toate etapele de implementare si functionare.
Cele mai importante companii ale grupului sunt: Eximprod Power Systems S.A., Eximprod Engineering S.A. si Total Electric Automatizari SRL
Număr de angajați în 2023: 350
Cifra de afaceri în 2022: 35 milioane euro